# 2017年8月21日日食
2017年8月21日日食，美國又稱為美國大日食，是一次日全食，於2017年8月21日發生（俄羅斯亞洲部分的日偏食區域為8月22日）。新月當天（即朔日），地球上觀測到月球和太阳的角距離極小，此時月球如果恰好在月球交點附近，穿過太阳和地球之間，與地球、太阳接近一直線，則會出現日食。月球本影接觸地表而使該區域完全得不到陽光，就會形成日全食，同時在本影兩側數千公里的半影範圍內遮擋部分陽光，形成日偏食。此次日全食在横穿美国大陆的一条带状地区内可见，日偏食則覆蓋了整個北美洲、南美洲中北部、歐洲西岸、非洲西岸、俄羅斯東北部。美国是唯一一个能观测到此次日全食的国家。這也是自1918年6月8日以來首次從美国西海岸横贯到東海岸的日全食。

## 日食概況

### 出現區域
本次日食開始時，月球本影在北太平洋阿留申群島和西北夏威夷群島之間的洋面最先接觸地球，當地在日出時最先看到日全食。然後月球本影向東偏北移動，在奧勒岡州海岸登上美國大陸，向東南方斜貫美國，其中在肯塔基州特里格县東北角、距離與克里斯蒂安縣交界處約200米處達到最大食分。此後月球本影在南卡羅來納州海岸離開陸地，進入大西洋並向東南移動，最終在日落時分於佛得角群島西南約510公里的洋面離開地表。全食帶均在國際日期變更線以東，在8月21日看到日全食。
月球本影覆蓋的陸地包括：
- 美国：本影登陸後自西向東穿過奧勒岡州中偏北部、愛達荷州中偏南部，逐漸轉向東南，斜貫懷俄明州、內布拉斯加州，劃過堪薩斯州東北部並擦過愛荷華州西南角極小的一部分，斜貫密蘇里州、伊利諾州南部、肯塔基州西部、田納西州，經過北卡罗来纳州西南部、喬治亞州東北部後斜貫南卡羅來納州並離開陸地。[4][5]

這是自2012年11月14日只經過澳大利亚的日全食之後，首次全食帶經過的陸地均屬一個國家的日全食。
除了狹窄的全食帶內能看見日全食之外，月球半影覆蓋範圍內都能看到日偏食，包括整個北美洲、夏威夷群島、約翰斯頓島，南美洲的厄瓜多爾大陸部分的絕大部分、秘魯北部、玻利維亞北部、巴西中北部及上述地區以北各國，歐洲的冰島、揚馬延島、斯堪地那維亞半島西南部、丹麥西部、法羅群島、不列顛群島、荷蘭中西部、比利時中西部、法國西半部、西班牙中西部、葡萄牙，非洲的摩洛哥中西部、阿爾及利亞西端、西非西部，及俄羅斯遠東地區東北部、北地群島、法蘭士約瑟夫地群島東北部。其中大部分地區在8月21日看到日食，俄羅斯亞洲部分則在8月22日看到日食。

### 基本參數
- 類型：日全食
- 食甚中心處（位於美國肯塔基州區格縣東北角）資料：
  - 時間：2017年8月21日18:25:31.8
  - 地點：36°58.0′N 87°40.3′W / 36.9667°N 87.6717°W（全食帶內最大）
  - 本影寬度：114.7公里
  - 食分：1.0306
  - 日全食持續時間：2分40.1秒
- 全食最長處資料：
  - 時間：2017年8月21日18:21:49
  - 地點：37°35′N 89°7′W / 37.583°N 89.117°W
  - 本影寬度：114.5公里
  - 日全食持續時間：2分40.3秒（全食帶內最長）[8]

## 圖像

日全食過程中月影在地表移動的動畫
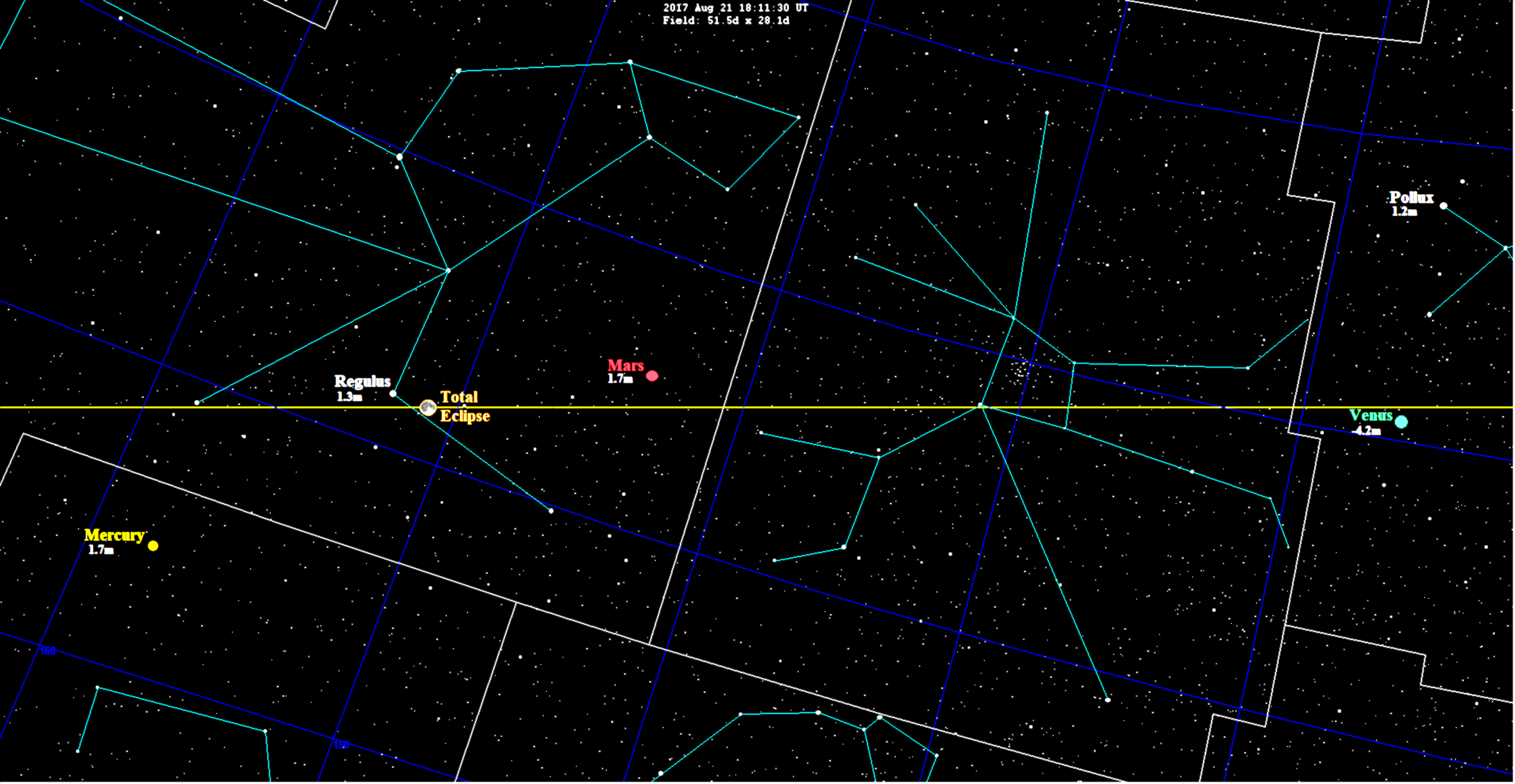
日全食發生時太陽、行星與附近恆星的相對位置，太陽在軒轅十四附近，火星、金星、水星、土星分別在太陽以右8°、以右34°、以左10°、以左51°（按圖中方向）
- 月影在美國上空移動的動畫
- 月影在美國上空移動的動畫，顯示了部分地點看到的日全食和日偏食形狀變化
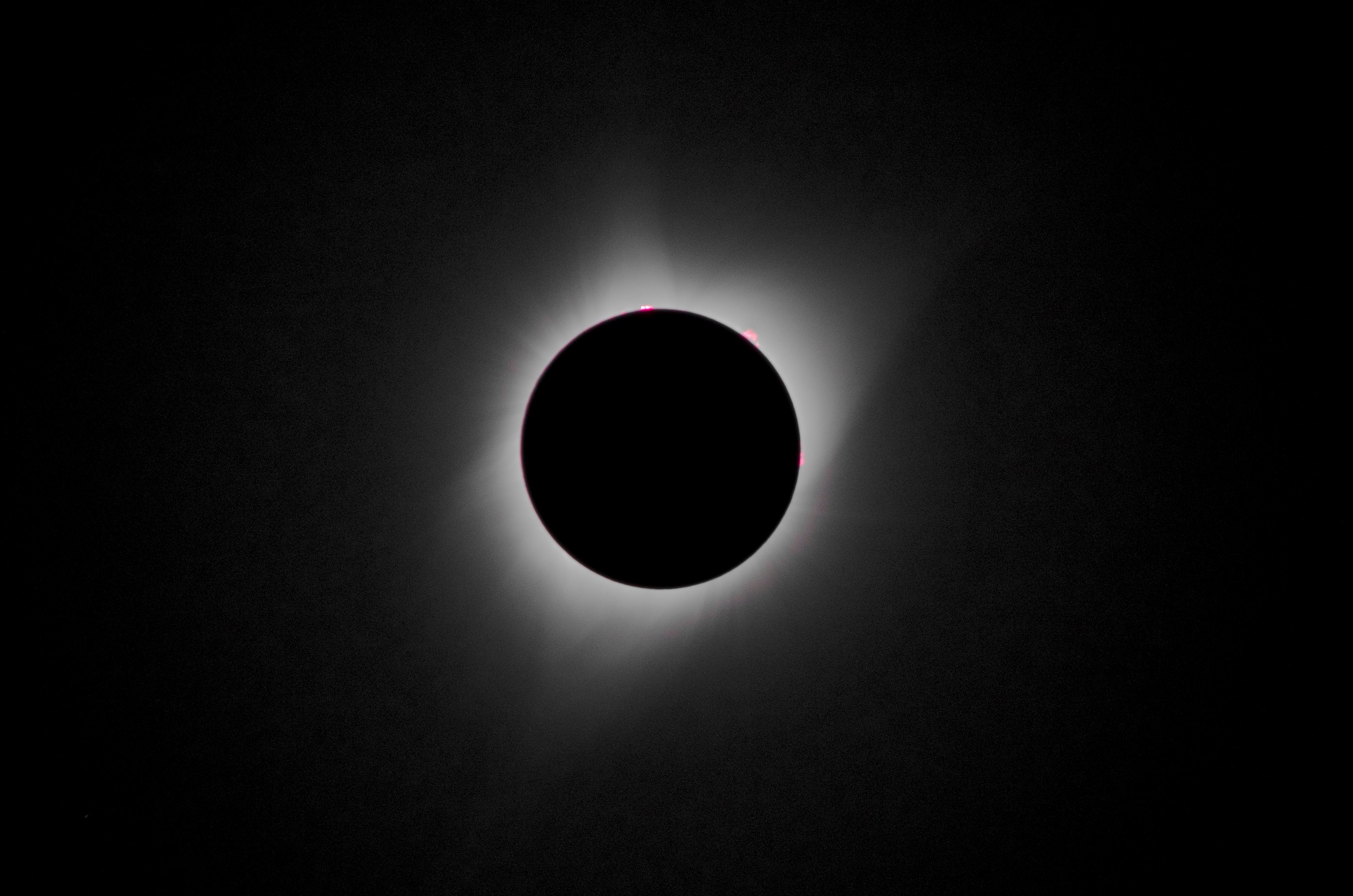
日食期间拍摄到的日冕图像
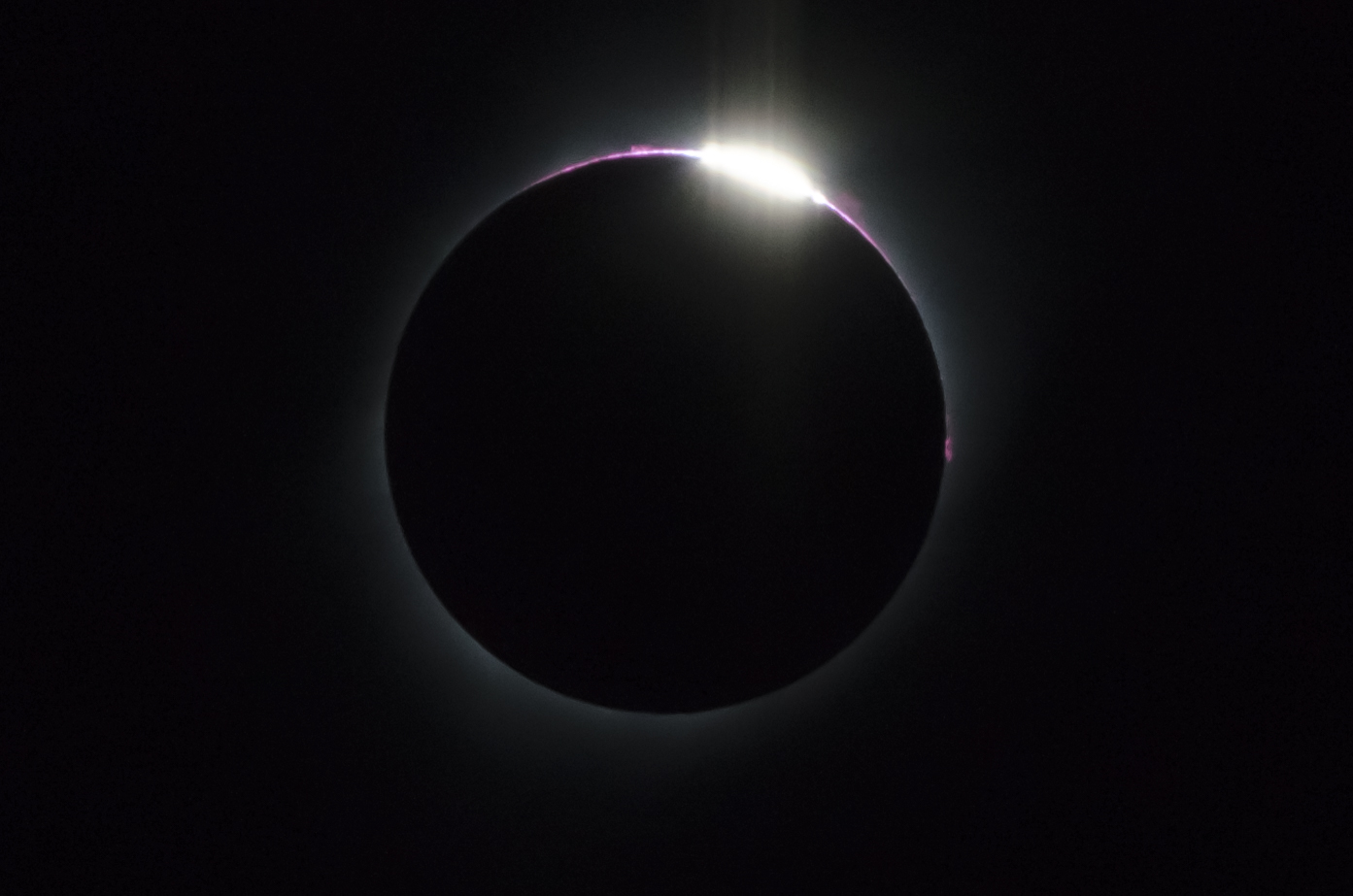
全食即将结束时的贝利珠
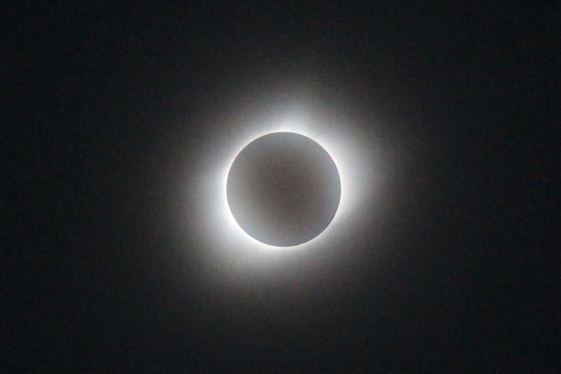
密苏里哥伦比亚观测到的日全食

## 相關的日食

### 2015-2018年的日食
月球交替位於相對的月球交點時，以半個交點年（食年），即約177天又4小時間隔出現下列日食。
| 日食列表  |           |           |           |           |           |           |           |           |           |           |           |
| 1997-2000 | 2000-2003 | 2004-2007 | 2008-2011 | 2011-2014 | 2015-2018 | 2018-2021 | 2022-2025 | 2026-2029 | 2029-2032 | 2033-2036 | 2036-2039 |

| 降交點                                                        | 降交點                   |                            | 升交點                   | 升交點 |
| 沙羅周期                                                      | 地圖                     | 沙羅周期                   | 地圖                     |        |
| 120 斯瓦尔巴朗伊爾城的日全食                                  | 2015年3月20日 全食       | 125                        | 2015年9月13日 偏食（南） |        |
| 130 印尼巴厘巴板的日全食                                      | 2016年3月9日 全食        | 135 留尼汪億唐塞拉的日環食 | 2016年9月1日 環食        |        |
| 140 阿根廷布宜諾斯艾利斯的日偏食                              | 2017年2月26日 環食       | 145 美国卡斯珀的日全食     | 2017年8月21日 全食       |        |
| 150 阿根廷奧利沃斯的日偏食                                    | 2018年2月15日 偏食（南） | 155 芬兰胡伊蒂寧的日偏食   | 2018年8月11日 偏食（北） |        |
| 註：2018年7月13日和2019年1月6日的日偏食屬於下一組交點年系列。 |                          |                            |                          |        |

### 沙羅周期
沙羅週期長度為18年11天。本次日食屬於沙羅週期145，共包含77次日食，依次為1639年1月4日至1873年5月26日的14次日偏食、1891年6月6日的1次日環食、1909年6月17日的1次全環食（亦稱混合食）、1945年7月9日至2648年9月9日的41次日全食、2666年9月20日至3009年4月17日的20次日偏食，總共歷時1370.29年。其中最長的全食發生於2522年6月25日，共持續7分12秒。
下表列舉了1901年至2100年間發生的屬於該週期的日食，是第16至26次：
| 16            | 17            | 18            |
| ------------- | ------------- | ------------- |
| 1909年6月17日 | 1927年6月29日 | 1945年7月9日  |
| 19            | 20            | 21            |
| 1963年7月20日 | 1981年7月31日 | 1999年8月11日 |
| 22            | 23            | 24            |
| 2017年8月21日 | 2035年9月2日  | 2053年9月12日 |
| 25            | 26            |               |
| 2071年9月23日 | 2089年10月4日 |               |

## 資料來源
1. ↑  樊忠玉. . 中国天文科普网. 2010-01-23  [2017-08-13]. （原始内容存档于2014-09-17）.
2. 1 2  Fred Espenak. . NASA Eclipse Web Site.   [2017-08-13]. （原始内容存档于2017-11-22）.（英文）
3. ↑  Michael Zeiler. . GreatAmericanEclipse.com.   [2017-08-13]. （原始内容存档于2017-08-13）.（英文）
4. ↑  Fred Espenak. . NASA Eclipse Web Site.   [2017-08-13]. （原始内容存档于2017-08-07）.（英文）
5. ↑  Xavier M. Jubier. .   [2017-08-13]. （原始内容存档于2017-08-13）.（法文）（英文）
6. ↑  Fred Espenak. . NASA Eclipse Web Site.   [2017-08-13]. （原始内容存档于2017-08-27）.（英文）
7. ↑  Fred Espenak. . NASA Eclipse Web Site.   [2017-08-13]. （原始内容存档于2008-08-08）.（英文）
8. ↑  Fred Espenak. . NASA Eclipse Web Site.   [2017-08-13]. （原始内容存档于2017-02-08）.（英文）
9. ↑  Fred Espenak. . NASA Eclipse Web Site.（英文）

## 外部連結
- NASA日食專頁（页面存档备份，存于）（英文）
- 可見區域圖和時間統計：由弗雷德·埃斯佩纳克做出的日食預報，NASA/GSFC
  - Google互動地圖呈現的日食範圍
  - 貝塞爾元素
- Google地圖顯示的日全食和日偏食範圍（页面存档备份，存于）（法文）（英文）